# Kakamega skovreservat
Kakamega skovsreservat er et statsligt skovbeskyttelsesområde i den nordlige del af Kakamegaskoven i det vestlige Kenya. Reservatet beskytter Kenysas eneste tilbageværende regnskov – et fragment af den Guineo-Kongolesiske regnskov, som en gang dækkede store dele af det centrale og østlige Afrika.
Det 44 km² store skovreservat oprettedes i 1985 og omfatter også en del af den tilgrænsende Kisereskoven. Tidligere beskyttedes en mindre del af området i et par små naturreservater, det første oprettet i 1933.
Turister kan vandre til fods i skovreservatet, som lettest nås med bil eller bus fra Kisumu, eller med charterfly til en lille flyveplads udenfor skoven.
I skovreservatet findes over 300 fuglearter, over 250 træarter, 27 slangearter og over 400 sommerfuglearter.

## Eksterne kilder og henvisninger
1. ↑  Kakamega Forest National Reserve Arkiveret 11. september 2012 hos  Wayback Machine på Kenya Wildlife Services websted.

0°17′30″N 34°51′22″Ø / 0.29167°N 34.85611°Ø